# Haploniscus tuberculatus
Haploniscus tuberculatus är en kräftdjursart som beskrevs av Menzies1962. Haploniscus tuberculatus ingår i släktet Haploniscus och familjen Haploniscidae. Inga underarter finns listade i Catalogue of Life.